# 蒂拉塔山
16°15′0″S 68°5′24″W / 16.25000°S 68.09000°W
蒂拉塔山（Tilata），是玻利維亞的山峰，位於該國西部拉巴斯省的佩德羅多明戈穆里略省，處於瓦伊納波托西山東北面，屬於安第斯山脈中玻利維亞瑞阿爾山脈的一部分，海拔高度5,336米。